# John Gyles

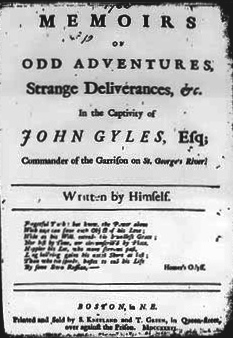
John Gyles memoarer (1736).

John Gyles, född cirka 1680 i Bristol i Maine, död 1755 i Roxbury i Boston, var en tolk och soldat, mest känd för berättelsen om sina upplevelser hos wolastoqiyik-folket i deras huvudort Meductic vid Saint John-floden.
Gyles togs som barn till fånga av wolastoqiyik-krigare och var slav under sex år. Han såldes sedan till en fransman. Efter freden i Rijswijk överlämnades han till engelsmännen, varpå han bosatte sig i Boston 1698.
Gyles kunskaper i indianspråk blev särskilt värdefulla för myndigheterna i New England när krig på nytt bröt ut 1701. Han tjänade som tolk vid flera förhandlingar om vapenstillestånd och deltog i flera strider. Han hade fortsatt en lång karriär inom militären.
1736 publicerade han sina memoarer, vilka betraktas som förelöpare till böcker med liknande tema av James Fenimore Cooper, William Gilmore Simms och Robert Montgomery Bird.
Gyles Cove, norr om Hillman i York County i New Brunswick, är namngiven efter honom.